# Pandi (Filippine)
Pandi è una municipalità di terza classe delle Filippine, situata nella Provincia di Bulacan, nella Regione del Luzon Centrale.
Pandi è formata da 22 baranggay:
- Bagbaguin
- Bagong Barrio
- Baka-Bakahan
- Bunsuran 1st
- Bunsuran 2nd
- Bunsuran 3rd
- Cacarong Bata
- Cacarong Matanda
- Cupang
- Malibong Bata
- Malibong Matanda
- Manatal
- Mapulang Lupa
- Masagana
- Masuso
- Pinagkuartelan
- Poblacion
- Real de Cacarong
- San Roque
- Santo Niño
- Siling Bata
- Siling Matanda